# Aeroportul Independencia
Aeroportul Independencia (IATA: QRC, ICAO: SCRG) este un aeroport din Provincia Cachapoal, Regiunea Libertador General Bernardo O'Higgins, Chile ce deservește zona Rancagua.
Situat la o altitudine de 489 m, aeroportul dispune de o singură pistă.